# Sophia Haoues
Sophia Haoues (* in Montpellier) ist eine französische Drehbuchautorin. Sie verfasste das Drehbuch für den mehrfach ausgezeichneten Spielfilm Mustafa Z von Nidhal Chatta aus dem Jahr 2017.

## Leben

### Ausbildung
Als Tochter einer französischen Mutter und eines tunesischen Vaters wurde sie in Montpellier geboren und lebte ab dem Alter von 4 Jahren in Nabeul. Ihr Abitur in Literatur und Sprachen erwarb sie am französischen Gymnasium von La Marsa. Ein Erststudium begann sie an der Universität für Sozialwissenschaften in Montpellier und schrieb sich danach am Institut Supérieur des Beaux-Arts de Tunis ein. Anschließend folgte ein Aufbaustudium an der Université Toulouse–Jean Jaurès, der die Filmhochschule École Supérieure d’Audiovisuel angehört, ehe sie abschließend am Institut Supérieur des Beaux-Arts in Tunis mit Auszeichnung sowie einer Empfehlung zur Veröffentlichung ihrer Arbeit promovierte. Sie lehrte einige Jahre an der Universität von Manouba (fr: Institut Supérieur des Arts Multimédia de la Manouba) als Dozentin.

### Karriere
In der Filmbranche begann sie anfangs als Regieassistentin für den tunesischen Regisseur, Produzent und Drehbuchautor Elyes Baccar, bekannt für Filme wie Tunis by Night, an Musikvideos zu arbeiten. Es folgte ein Film für UNICEF und eine Unternehmensdokumentation. Bekanntheit erlangte sie durch ihr Drehbuch für Mustafa Z. Der Film war beim Carthage Filmfestival 2017 in der Kategorie Bester Film nominiert. Für ihre Arbeit erhielt sie bei diesem Festival einen Special Mention Award der Union Générale Tunisienne du Travail (UGTT). Im Jahr 2019 erschien die Komödie Porto Farina des tunesischen Regisseurs und Produzenten Ibrahim Letaïef. Er erzählt die Geschichte eines Mannes, Aly, der eine von beiden Brauteltern arrangierte Ehe mit seiner Cousine eingehen soll. Für diesen Film schrieb Sophia Haoues zusammen mit Regisseur Letaïef und Yves Comte das Drehbuch. Danach arbeitete sie am  Drehbuch für die im  Dezember 2021 abgeschlossenen Dreharbeiten zum Film Silentium von Nidhal Chatta. Erzählt wird die Geschichte der jungen Frau namens Malek, Opfer einer Vergewaltigung, sowie weitere Schicksale der Bewohner eines Hauses am Meer, verweisend auf die Ursprünge der heutigen Gesellschaft in Tunesien mit diversen Problemen. Zur Besetzung gehören Mohamed Dahech, Rym Hayouni, Abdelmonem Chouayet, Lamine Belkhodja und Lotfi Abdelli. Der Film sollte im Herbst 2022 in die Kinos kommen, wurde aber durch diverse Umstände mehrfach verschoben, so dass er in Tunesien letztlich im April 2025 Premiere feierte. Abgeschlossen hat sie auch die Arbeiten am Drehbuch Le 13e round, nach einer Idee von Schauspieler, Regisseur und Drehbuchautor Mohamed Ali Nahdi, der das Projekt auch umsetzen wird. Die Geschichte einer tunesischen Familie Wege und Mittel zu finden, um ihren kranken Sohn zu retten.

## Filmografie
- 2017: Mustafa Z
- 2019: Porto Farina
- 2025: Silentium

## Auszeichnungen
- 2017: Carthage Film Festival – Special Mention in der Kategorie „Best Script“ der Union Générale Tunisienne du Travail (UGTT)

### Nominierungen
- 2018: Internationales Film Festival von Madrid – Nominierung von Mustafa Z als Beste Komödie (zusammen mit Nidhal Chatta, Dominique Laisney und Férid Memmich)[7]